# Ronny Jackson
Ronny Lynn Jackson (Levelland, 4 maggio 1967) è un medico, militare e politico statunitense, membro della Camera dei Rappresentanti per lo stato del Texas dal 2021.

## Biografia
Jackson ha studiato biologia alla Texas A&M University e si è laureato nel 1991 con un Bachelor of Science. Questa laurea è stata seguita da una in medicina presso l'Università del Texas nel 1995. 
A partire dal 1995 Jackson ha completato il suo tirocinio presso l'ospedale della Marina al Naval Medical Center Portsmouth a Portsmouth seguito da un servizio con varie unità militari, inclusa una posizione di istruttore presso il Naval Diving and Salvage Training Center in Florida. Nel 2001 ha seguito la formazione medica a Portsmouth. Durante l'operazione Iraqi Freedom, Jackson ha prestato servizio come medico con le forze statunitensi in Iraq. Nel 2006 è stato nominato alla Casa Bianca, dove ha prestato servizio come medico di gabinetto, personale e dal 2013 al 2018 come medico personale del presidente (ufficialmente medico del presidente).
Quando Donald Trump divenne presidente degli Stati Uniti, Jackson mantenne la posizione di medico personale. 

### Dipartimento degli affari dei veterani
Ronny Jackson è stato nominato dal presidente Donald Trump come candidato a capo del Dipartimento degli affari dei veterani nel 2017. Gli osservatori hanno criticato la mancanza di qualifiche di Jackson e la stampa sospettava che Jackson doveva la nomina al fatto che aveva pubblicato pubblicamente un buon rapporto sulla salute a Trump.
Tuttavia, le accuse di illeciti di Jackson furono portate alla commissione responsabile per il riempimento dell'ufficio. L'audizione di Jackson da parte della commissione, prevista per il 25 aprile 2018, è stata annullata il giorno prima. Apparentemente l'amministrazione Trump non aveva fatto un controllo dei precedenti prima di nominare Jackson. Nell'aprile 2018, è stato riportato dalla stampa che Jackson apparentemente era stato troppo generoso nel dispensare farmaci da prescrizione, aveva bevuto mentre era al lavoro ed era colpevole di cattiva condotta sul lavoro. A seguito delle accuse, Jackson ha ritirato la sua candidatura il 26 aprile 2018, ma ha definito le accuse "completamente false e fabbricate" in una dichiarazione.

### Eletto deputato
Jackson si è congedato dalla Marina il 1º dicembre 2019.
Una settimana più tardi, il 9 dicembre, si è candidato come repubblicano per il Congresso nel 13º distretto congressuale del Texas, il suo distretto di origine. Il seggio è stato aperto quando il repubblicano in carica da 13 mandati, Mac Thornberry, ha annunciato di non volersi ripresentare alle elezioni del 2020. Nelle primarie repubblicane - un rebus in questo distretto fortemente repubblicano - Jackson è finito al secondo posto dietro l'ex lobbista della "Texas Cattle Feeders Association" Josh Winegarner. Nel ballottaggio del 14 luglio 2020 Jackson ha vinto con il 55,8% contro il 44,2% di Winegarner.  Secondo il New York Times, Jackson "ha condotto una campagna basata sul suo stretto rapporto con il presidente Trump", utilizzando quel rapporto per ottenere assistenza da due alti funzionari della campagna di rielezione di Trump, Justin Clark e Bill Stepien.
Nel maggio 2020, Jackson ha sostenuto che il presidente Obama aveva spiato la campagna di Trump e lo aveva accusato di "[armare] i più alti livelli del nostro governo per spiare il presidente Trump".  Jackson aveva aggiunto: "Ogni traditore del Deep State merita di essere assicurato alla giustizia per le sue azioni atroci".
Jackson si oppone all'obbligo della mascherina facciale per fermare la diffusione del coronavirus.  Ha dichiarato: "Penso che indossare una mascherina sia una scelta personale, e non voglio che il mio governo mi dica che devo indossare una maschera". Il 3 novembre 2020 è stato eletto deputato al Congresso degli Stati Uniti per il Texas.

## Vita privata
Ronny Jackson è sposato con Jane e ha tre figli.